# KonoSuba
Kono Subarashii Sekai ni Shukufuku wo! (яп. この素晴らしい世界に祝福を!, Коно Субарашії Секай ні Шюкуфуку о!, «Хай буде благословенним цей прекрасний світ!») або скорочено KonoSuba — серія комедійних романів, написаних Нацуме Акацукі. Спочатку роман публікувався на сайті для письменників-початківців Shōsetsuka ni Narō з грудня 2012 року до жовтня 2013 року. Ранобе-адаптація з ілюстраціями Куроне Мішіми публікується під імпринтом Kadokawa Sneaker Bunko з жовтня 2013 року.
Манга-адаптація з ілюстраціями Масахіто Ватари почала видаватися в журналі Monthly Dragon Age видавництвом Fujimi Shobo у вересні 2014 року. Аудіопостановка була випущена в березні 2015 року, а аніме-адаптація транслювалася з січня до березня 2016 року. Спін-оф ранобе Kono Subarashii Sekai ni Bakuen o! почав публікуватися в липні 2014 року. Крім цього, в грудні 2016 року вийшов офіційний кросовер з «Re:Zero kara Hajimeru Isekai Seikatsu», написаний спільно авторами обох серій. Другий сезон аніме-серіалу транслювався з січня до березня 2017 року.
Для видання англійською мовою ранобе і манга ліцензовані Yen Press під назвою KonoSuba: God's Blessing on This Wonderful World!.
9 квітня 2019 року за твором у вигляді аніме-серіалу був випущений кросовер Isekai Quartet.

## Сюжет
Кадзума Сато — школяр-хікікоморі, який раптово і безглуздо вмирає. Після смерті він зустрічає богиню Акву, яка пропонує йому переродитися в паралельному світі, що містить елементи MMORPG, де він повинен буде вести боротьбу проти Короля демонів. Крім того, вона каже, що він може взяти з собою будь-яку річ або здатність. Кадзума вирішує взяти з собою Акву, і вони переміщаються у фентезійне місто Аксель. Кадзума швидко розчаровується в дурнуватій богині, проте вирішує почати заробляти й вступає в гільдію пригодників. Поступово в групу вступають нові члени: схиблена на вибухах маг Меґумін і лицарка-захисниця з мазохістськими нахилами Даркнесс. Зібравши таку непредставницьку компанію, Кадзума вирішує відмовитися від ідеї боротьби з Королем демонів і намагається жити розміреним розкішним життям.

## Персонажі
Кадзума Сато (яп. 佐藤 和真, Сато̄ Кадзума) — головний герой, 16-річний геймер і хікікоморі, що став таким після невдалої закоханості в подругу дитинства в середній школі. Після смерті потрапив у паралельний світ, забравши з собою богиню Акву, яка його зустріла. Володіє великим показником успіху. У міру перебування в Аксель навчається навичкам дрібної крадіжки, спокусливого торкання, точної стрільби з лука, гострого зору і скритності.
Сейю: Рьота Осака (аудіопостановка), Джюн Фукушіма (аніме)
Аква (яп. アクア, Акуа) — богиня води, яка зустрічає померлих, пропонуючи їм вибрати посмертну долю. Енергійна, легковажна і честолюбна дівчина. Будучи богинею, сильною проти демонів і немертвих, може воскрешати недавно померлих і очищати воду. Замість здобуття корисних для групи здібностей воліє вчити розважальні трюки.
Сейю: Каорі Фукухара (аудіопостановка), Сора Амамія (аніме)
Меґумін (яп. めぐみん, Меґумін) — 13-річний маг, яка походить з роду Багряних демонів. Червоноока і чорнява дівчина з характеристиками чюнібьо. Єдина її навичка — магія вибухів, після використання якої вона позбавляється сил на день. Одержима вибухами, відмовляється вчити інші здібності.
Сейю: Маая Учіда (аудіопостановка), Ріє Такахаші (аніме)
Даркнесс (яп. ダクネス, Дакунесу) — лицар з величезним показником захисту, але вельми незграбна під час атаки. Мазохістка, яка фантазує на теми боротьби проти монстрів. Стає серйозною в справах, які зачіпають її друзів. Її справжнє ім'я — Лалатіна Дастінесс Форд (яп. ダスティネス・フォード・ララティーナ, Дасучінесу Фо:до Рарачі:на), вона походить з впливової родини Дастінесс, і стала лицарем проти волі батька.
Сейю: Маріна Іноуе (аудіопостановка), Ай Каяно (аніме)
Еріс (яп. エリス, Ерісу) / Кріс (яп. クリス, Курісу) — богиня світу, куди потрапляє Кадзума. Вперше зустрічається з ним, коли він помирає під час бою. Добродушна дівчина, часто конфліктує з Аквою, яка заздрить Еріс через велику кількість людей в культі Еріс. Таємно з'являється також у вигляді Кріс, подруги Даркнесс.
Сейю: Аяка Сува (аніме)
Юн-Юн (яп. ゆんゆん, Юн'юн) — колишня однокласниця Меґумін. Дуже умілий маг, любить змагатися з Меґумін, пояснюючи це прагненням створити з нею дружні стосунки. Є одним з центральних персонажів в спін-оф ранобе Kono Subarashii Sekai ni Bakuen o!.
Сейю: Кана Ханадзава (аудіопостановка), Акі Тойосакі (аніме)
Віз (яп. ウィズ, Відзу) — скромна і добра дівчина-ліч з приємним характером. Будучи однією з воєначальників Короля демонів, підтримує захисний бар'єр навколо його замку і не завдає жодної шкоди жителям Акселя. Використовує свої сили для допомоги людям і спочинку мандрівних духів. Працює в малоуспішному магічному магазині.
Сейю: Саорі Хаямі (аудіопостановка), Юй Хоріе (аніме)
Ванір (яп. バニル, Баніру) — один з генералів Короля демонів, який раніше володів магічним магазином Віз. Є демоном передбачення і герцогом пекла, вміє читати думки та дізнаватися будь-які відомості про кого завгодно, за винятком схожих йому за силою (інші генерали та герцоги), богів (Аква та інші) і людей, незначно слабших за нього і здатних чинити опір читанню думок (Юн-Юн). Володіє могутніми бойовими навичками, але відмовляється застосовувати їх на людях. Як і віз, перебуває в околицях Акселя для підтримки захисного бар'єра навколо замку Короля демонів. Використовував підземелля Кіла, щоб, залучаючи звичайних подорожніх коштовностями й облаштовуючи його пастками, битися з ними та трагічно загинути. Був знищений магією вибуху Меґумін, після чого, відродившись, став працювати в магазині Віз.
Сейю: Масакадзу Нішіда (аніме)

## Медіа-видання

### Ранобе
Спочатку роман публікувався на сайті для письменників-початківців Shōsetsuka ni Narō з грудня 2012 року до жовтня 2013 року. Ранобе-адаптація з ілюстраціями Куроне Мішіми публікується під імпринт Kadokawa Sneaker Bunko з жовтня 2013 року. Станом на грудень 2017 року випущено тринадцять томів. Також написано спін-оф-ранобе Kono Subarashii Sekai ni Bakuen o! (яп. この素晴らしい世界に爆焔を!, Коно Субарашії Секай ні Бакуен о!, «Хай будуть вибухи в цьому прекрасному світі!»), сюжет якого відбувається за рік до основних подій і фокусується на Меґумін. Воно випускається з липня 2014 року і станом на червень 2015 року нараховує три томи. Роман-продовження до нього під назвою Zoku: Kono Subarashii Sekai ni Bakuen o! (яп. 続・この素晴らしい世界に爆焔を, Дзоку: Коно Субарашій Секай ні Бакуен о!, «Продовження: Хай будуть вибухи в цьому прекрасному світі!») був випущений 28 грудня 2016 року. Інший спін-оф, що оповідає про Ваніра, опублікований 1 квітня 2016 року під назвою Kono Kamen no Akuma ni Soudan o! (яп. この仮面の悪魔に相談を!, Коно Камен но Акума ні Со:дан о!, «Хай буде розмова з цим демоном в масці!»). Крім того, створено спін-оф під назвою Kono Subarashii Sekai ni Shukufuku o! Extra Ano Orokamono ni mo Kyakkou o! (яп. この素晴らしい世界に祝福を！エクストラ あの愚か者にも脚光を！), події в якому розгортаються навколо Даста. Він написаний Кумою Хіру та ілюстрований Хаґуре Юкі. З 1 серпня до 1 грудня 2017 року вийшли два томи.

### Манґа
Манґа-адаптація з ілюстраціями Масахіто Ватари почала видаватися в журналі Monthly Dragon Age видавництвом Fujimi Shobo в жовтневому випуску 9 вересня 2014 року. Всього станом на 9 березня 2018 року було випущено сім танкобонів.

### Аніме
Аніме-адаптація виробництва Studio Deen транслювалася на Tokyo MX з 13 січня до 16 березня 2016 року. Пізніше транслювалася на восьми інших каналах. Режисером є Такаомі Канасакі, сценаристом — Макото Уедзу; дизайн персонажів розроблений Коїчі Кікучі. OVA була випущена 24 червня 2016 року і додавалася до дев'ятого тому ранобе. Відкривальну композицію під назвою «fantastic dreamer» виконує співачка Machico, а закривальну композицію «Chiisana Boukensha» (яп. ちいさな冒険者, Чі:сана Бо:кенся, «Маленький авантюрист») виконують Сора Амамія, Ріє Такахаші та Ай Каяно, що озвучують Акву, Меґумін і Даркнесс відповідно. Обидва сингли були випущені 27 січня 2016 року. Автором саундтреку серіалу є Масато Коду.
Другий сезон аніме транслювався з 12 січня до 16 березня 2017 року. Відкривальну композицію «TOMORROW» виконує Machico, а закривальну композицію під назвою «Ouchi ni Kaeritai» (яп. お家に帰りたい, О-учі ні Каерітай, «Хочу додому») виконують Амамія, Такахаші та Каяно. Друга серія у форматі OVA була випущена 24 липня 2017 року разом з обмеженим виданням дванадцятого тому ранобе.
25 липня 2017 року Джюн Фукушіма і Ріє Такахаші на радіопрограмі HiBiKi анонсували новий проект за мотивами серії.

### Ігри
25 березня 2016 року компанією Tachi для ПК була випущена відеогра під назвою Kono Subarashii Sekai ni Shukufuku o! in the life! (яп. この素晴らしい世界に祝福を！in the life, Коно Субарашій Секай ні Шюкуфуку о! ін дза райфу, «Хай буде благословенний цей прекрасний світ! у житті»), яка додавалася до першого Blu-ray Disc / DVD виданню аніме. Гра була створена із застосуванням RPG Maker VX / ACE. Друга гра за мотивами серії під назвою Kono Subarashii Sekai ni Shukufuku o! Fukkatsu no Beldia (яп. この素晴らしい世界に祝福を！復活のベルディア, Коно Субарашій Секай ні Шюкуфуку о! Фуккацу но Берудіа, «Хай буде благословенний цей прекрасний світ! Воскресіння Вердії»), Розроблена Krobon, вийшла 24 березня 2017 року як додаток до першого BD / DVD-видання другого сезону аніме і є сайд-скролером, виконаний за допомогою 16-бітної графіки.
15 березня 2017 року компанія 5pb. анонсувала візуальний роман під назвою Kono Subarashii Sekai ni Shukufuku o! -Kono Yokubukai Game ni Shinpan o!- (яп. この素晴らしい世界に祝福を！ -この欲深いゲームに審判を！-, Коно Субарашій Секай ні Шюкуфуку о! -Коно Йокубукай Ґе:му ні Шімпан о!-, «Хай буде благословенний цей прекрасний світ! Хай буде кара для цієї жадібної гри!») і випустила до нього тизерний ролик. Випуск гри в Японії відбувся 7 вересня 2017 роки для платформ PlayStation Vita і PlayStation 4. Початковою темою гри є пісня «Million Smile» у виконанні Machico; Амамія, Такахаші та Каяно виконують фінальну тему під назвою «101 Pikime no Hitsuji» (яп. 101匹目の羊, 101 Пікіме но Хіцуджі, «101-а вівця»).

### Анімаційний фільм
25 червня 2018 року було оголошено про виробництво аніме-фільму студією JCStaff.

### Інше
Аудіопостановка, створена із залученням інших акторів озвучування, була випущена 1 березня 2015 року компанією HobiRecords. У березні 2017 року разом із саундтреком до другого сезону аніме вийшла друга аудіопостановка, а також альбом з character song.
31 грудня 2016 року вийшов офіційний кросовер з «Re:Zero kara Hajimeru Isekai Seikatsu» під назвою Re:Zero kara Hajimeru Kono Suba Seikatsu (яп. Re:ゼロから始めるこのすば生活, Рі: Дзеро кара Хаджімеру Коно Суба Сейкацу) написаний спільно авторами обох серій. Як додаток книга містить розмову між авторами Нацуме Акацукі та Таппеєм Наґацукі, діалог між сейю Джюн Фукушімою і Юсуке Кобаяші, інтерв'ю з Ріє Такахаші, комікс, створений Масахіто Ватарі та Даічі Мацусе, інтерв'ю з ілюстраторами ранобе Куроне Мішімою та Шін'їтіро Оцукою і порівняльний аналіз двох франшиз. 3 березня 2017 року стало відомо, що кросовер отримає 88-сторінкове доповнення Таппея Нагацукі. Їм буде написана історія Емілії у світі KonoSuba, а Нацуме Акацукі буде створена нова історія з Рем.
Артбук Cheers!, що складається зі 128 сторінок і містить понад 200 ілюстрацій та інші додатки, був випущений 1 лютого 2017 року.

## Критика і сприйняття

### Ранобе
Станом на грудень 2016 року тираж 15-томної серії ранобе (включаючи спін-офи) перевищив 3 млн примірників. У період з 23 листопада 2015 року до 23 травня 2016 року серія посіла 1-е місце за продажами в Японії серед ранобе (757 412 копій), а до 20 листопада досягла річних 1 174 562 проданих примірників, але поступилась позицією роману «Твоє ім'я» і посіла 2-е місце. Серед окремих томів найпродаванішими стали перший том (155 634 копії, 13-е місце), другий (135 511 копій, 17-е місце), третій (131 170 копій, 20-е місце), восьмий (122 772 копії, 23-е місце), четвертий (120 767 копій, 25-е місце) і п'ятий (112 892 копії, 28-е місце). Приблизно в цей же час KonoSuba стало найпродаванішим ранобе в Shosen Book Tower, книгарні в Акіхабарі. За версією щорічного друкованого путівника Kono Light Novel ga Sugoi! KonoSuba посіла 9-е місце в списку найкращих ранобе у форматі бункобона за 2017 рік, а Кадзума Сато посів 8-е місце серед найпопулярніших чоловічих персонажів, Меґумін — 3-е місце в списку найпопулярніших жіночих персонажів. За результатами онлайн-голосування з 55 найменувань-кандидатів за 2016 рік, ранобе виграло Гран-прі Book Walker, одного з найбільших японських книжкових інтернет-магазинів.
Редактор сайту UK Anime Network (UKA) Енді Хенлі охарактеризував перший том ранобе як «невелику і гостру дозу комедії, яка вдихає нове життя у вичерпаний жанр і висміює його». Брендон Варнелл, оглядач сайту The Fandom Post, оцінив другий том вище першого, вказавши на зростання рівня комедії та розповіді. Він поставив йому оцінку B+ за зміст і A+ за художню складову.

### Аніме
Перший сезон аніме-адаптації отримав в основному позитивні відгуки критиків. Оглядаючи перші кілька серій, Терон Мартін, рецензент Anime News Network, похвалив серіал за комедійну складову: «Друга серія для мене є найсмішнішою серією аніме, що я дивився з часів Gekkan Shoujo Nozaki-kun», — пояснив він. Мартін також високо оцінив музичний супровід, але водночас розкритикував візуальний стиль, зокрема, іноді невідповідну рухам героїв анімацію. Нік Крімер, інший критик сайту, дав аніме оцінку C+ з A і назвав його «енергійною, але суперечливою комедією, жанр якої, безумовно, вже дозрів для приниження». На думку рецензента, недосконала анімація і вільний дизайн персонажів йдуть тільки на користь твору, для створення більшого комічного ефекту, а окремі стоп-кадри, можливо, і виглядають безглуздо, але вони привносять і частину шарму. Він вказав на привабливе, хоча і дивне поєднання рис характерів персонажів і в цілому на їхню цікавість, однак піддав критиці Кадзуму Сато, що є відверто неприємним героєм і тягарем серіалу. Серед інших недоліків критик відзначив, що безліч жартів в аніме виявляються невдалими, загрузлими в кліше і занадто часто повторюваними. Поряд з цим Крімер схвально підкреслив зображення життя героїв у важких обставинах, яке на тлі великої кількості гегів ставить твір вище середньостатистичного комедійного аніме.
Згідно з рецензією Енді Хенлі на UKA, успіх аніме пояснюється насамперед тим, що воно в рівній мірі й спирається на засоби «попаданства у світ RPG», і обіграє їх, створюючи «п'янке поєднання». Серед інших плюсів критик назвав гідну роботу сейю і якісні спецефекти, виконані за допомогою комп'ютерної графіки, проте якість анімації в цілому назвав посередньою. Він додав, що, хоча KonoSuba не є революцією у своєму жанрі, аніме являє собою вдалий поворот в його концепції, через що воно іноді може сприйматися абсолютно серйозно. Хенлі дав серіалу оцінку 7 з 10. Представник сайту Kotaku Річард Айзенбайс зазначив, що завдяки барвистим персонажам KonoSuba відмінно висміює засоби, за допомогою яких описується типовий фентезійний світ японської рольової гри, і порекомендував твір до перегляду шанувальникам JRPG і Dungeons & Dragons.
За даними опитування серед читачів журналу Newtype, проведеного з жовтня 2015 року до вересня 2016 року, аніме посіло 10-е місце в списку найкращих аніме-серіалів сезону. Всього станом на 11 грудня 2016 року було продано 58 802 BD / DVD-видання аніме, за цим показником серіал посів 28-е місце.